# Hogzilla
Hogzilla – bardzo duży dzik upolowany 17 czerwca 2004 w Alapaha, hrabstwo Berrien w stanie Georgia w USA.
Dzik został zastrzelony przez myśliwego Chrisa Griffina. Dzik został sfotografowany, a zdjęcia opublikowano w gazetach. Nadano mu nazwę Hogzilla, stanowiącą połączenie słów hog (ang. wieprz) oraz Godzilla – potwora z japońskich filmów i komiksów fantastyczno-naukowych. Dzik stał się obiektem niesamowitych historii i plotek. Mówiono, że miał 3,6 m długości i ważył 455 kg. Informacje o jego bardzo dużej masie (chociaż nie tak dużej, jak twierdzono na początku) zostały sprawdzone przez grupę naukowców National Geographic w listopadzie 2004, kiedy to dokonano ekshumacji dzika. Badania kodu DNA wykazały, że był świniodzikiem. Naukowcy ocenili masę Hogzilli (dzik był w stanie rozkładu) na 363 kilogramy, a długość ciała na 2,4 metra.